# 约翰·D·安德森

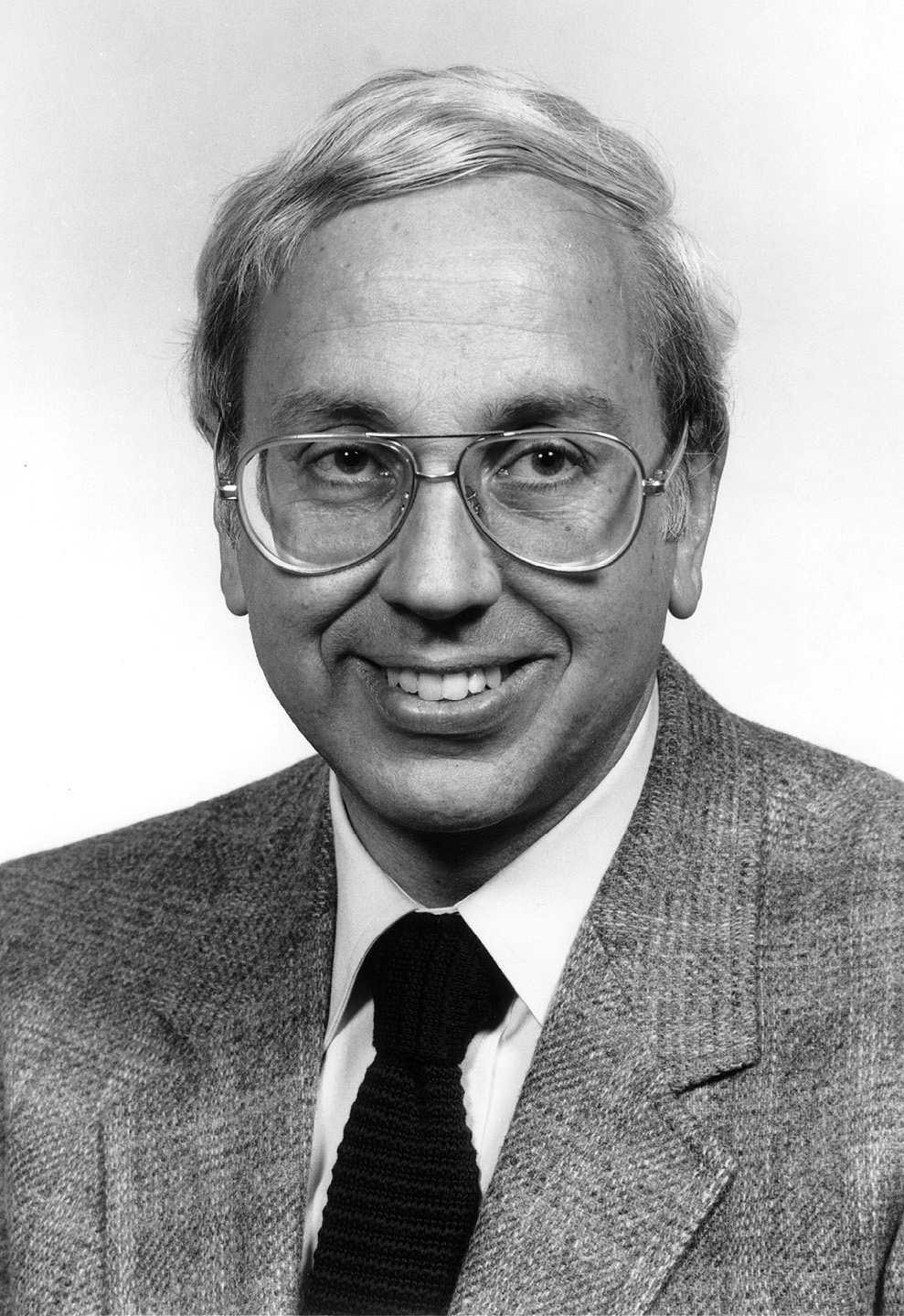
约翰·D·安德森

小约翰·D·安德森（英語：John D. Anderson，1937年10月1日—），美国空气动力学家，华盛顿特区史密森学会美国空天博物馆空气动力学分馆馆长和马里兰大学帕克分校航空航天工程系退休教授。安德森教授以其卓著的专业知识和教育成就蜚声美国和全世界。他讲授超过40门短期课程，听众包括空军军官学校，美国政府，以及 英国的 劳斯莱斯，比利时的冯卡门研究中心。这些课程包括开创性的高超声速气体动力学，这是由 美国航空航天学会（Institute of Aeronautics and Astronautics）和马里兰大学赞助的，并且使用卫星进行全国性的直播。在出版领域，1987年 McGraw-Hill出版社 聘请安德森教授作为McGraw-Hill航空航天工程系列书籍的资深顾问编辑。

## 生平
小约翰·戴维·安德森，1937年10月1日出生于宾夕法尼亚州兰开斯特。后来进入佛罗里达大学学习，于1959年以极优等航空工程学士学位毕业。1959年到1962年间，他作为随军任务科学家在Wright-Patterson空军基地的空间研究实验室工作。1962年到1966年间，他进入俄亥俄州立大学学习，并在国家自然科学基金和NASA奖学金的资助下，攻读航空航天工程博士学位。1966年，他加入美国海军军械实验室（Naval Ordnance Laboratory）并任超声速研究组的首席科学家。1973年，他成为马里兰大学航空工程系主席，而后，自1980年开始，他就是该校航空工程系的教授。1982年，他获得该校的杰出教授、学者称号。1986年－1987年大学假期期间，他接受了史密森学会国家空天博物馆的林白讲席（Charles Lindbergh chair）。他作为该机构的特别顾问每周工作一天，同时研究空气动力学的历史，并编撰成书。除此之外，作为一名航空工程教授，1993年，他成为自然科学哲学和历史委员会的全职教员并在1996年为马里兰大学历史系所接纳。1996年，由于他在航空工程教育方面的成就，他受聘为格伦·卢瑟·马丁教授。1999年，他从马里兰大学退休并返聘为该校名誉退休教授，他现在是史密森学会国家空天博物馆空气动力学馆馆长。

## 著述
- 气动力学激光器入门, Academic Press (1976), and under McGraw-Hill
- 飞行技术基础, McGraw-Hill, 1st Edition (1978), 2nd Edition, (1985), 3rd Edition (1989), 4th Edition (2000), 5th Edition (2005), 6th Edition (2008)
- 现代可压缩流动, McGraw Hill, 1st Edition (1982), 2nd Edition (1990), 3rd Edition (2002)
- 空气动力学基础, 1st Edition (1984), 2nd Edition (1991), 3rd Edition (2001), 4th Edition (2006)
- 高超声速和高温气体动力学, 1st Edition (1989), 2nd Edition (2000)
- 计算流体力学基础及其应用, McGraw Hill, (1995)
- 空气动力学历史及其对飞行器的影响, Cambridge University Press, (1997)
- 航空器性能设计, McGraw-Hill, (1999)
- 飞机工业技术的历史, American Institute of Aeronautics and Astronautics, (2002)
- 飞机的诞生: 莱特兄弟和他们的前辈, Johns Hopkins University Press, (2004)